# Militärflugplatz Rivolto

i7
i11
i13
Der Militärflugplatz Rivolto (ICAO-Code: LIPI) befindet sich in der norditalienischen Region Friaul-Julisch Venetien, etwa 18 Kilometer südwestlich von Udine, auf dem Gebiet der Gemeinde Codroipo, knapp drei Kilometer nordöstlich der Ortschaft Rivolto. Hier hat die italienische Luftwaffe unter anderem ihre Kunstflugstaffel Frecce Tricolori stationiert.

## Infrastruktur und Nutzung
Der Militärflugplatz liegt zwischen Codroipo im Südwesten und Campoformido im Nordosten an der Strada Statale 13 Pontebbana. An der SS 13 befindet sich der Haupteingang, südöstlich davon die parallel zur Staatsstraße verlaufende, rund 2500 Meter lange Start- und Landebahn (06/24). Südlich der Piste und der parallel dazu verlaufenden Rollbahn sind bei der Ortschaft Villacaccia militärische Anlagen mit Abstellflächen und geschützten Flugzeugunterständen vorhanden, im Südosten sind die Einrichtungen der Frecce Tricolori. Neben der Kunstflugstaffel, die offiziell einen Zweitauftrag im Bereich Luftnahunterstützung und bei der Bekämpfung von Hubschraubern hat, ist auf dem Flugplatz auch ein Flugabwehrraketen-Verband (2º Stromo auf Spada) angesiedelt. Rivolto ist an das Northern Italy Pipeline System angeschlossen. Der Militärflugplatz ist nach dem Jagdflieger Mario Visintini benannt, der 1941 in Afrika fiel.

## Geschichte
Auf dem Gelände des heutigen Flugplatzes befand sich bis zum Zweiten Weltkrieg ein (inoffizieller) Behelfs- oder Notlandeplatz, der dem seinerzeit viel bedeutenderen Militärflugplatz Campoformido unterstand. Am 31. Mai 1940 wurde bei Rivolto der „Getarnte Einsatzflugplatz 148“ eingerichtet. Bis 1943 gab es hier keine besonderen Vorkommnisse. Nach dem Waffenstillstand von Cassibile wurde die Region und damit auch Rivolto Teil der deutschen Operationszone Adriatisches Küstenland. Die Organisation Todt baute etliche italienische Flugfelder in der Gegend aus und verband sie zum Teil mit längeren Rollwegen, darunter Rivolto und den rund zwei Kilometer weiter im Norden gelegenen Flugplatz von Villaorba. Die zwischen den beiden Anlagen verlaufende Bahnstrecke Venedig-Udine überwand man durch eine Brücke, über die Flugzeuge bei Bedarf gezogen wurden. Die vollständige Realisierung des Ausbauprojektes scheiterte an alliierten Luftangriffen, die teilweise auch die umliegenden Ortschaften in Mitleidenschaft zogen. Die Alliierten besetzten den Flugplatz Rivolto von 1945 bis 1947.
Der aufkommende Kalte Krieg veranlasste die italienische Luftwaffe Ende der 1940er Jahre, zur Verteidigung Nordostitaliens geeignete Flugplätze im Friaul auszuwählen. Unter den vielen ehemaligen Flugfeldern fiel die Wahl auf Aviano und Rivolto. Für den Ausbau des Flugplatzes von Rivolto mussten 1951 Enteignungen bei etlichen Landwirten durchgeführt werden, was noch bis 1957 zu Protesten führte. In jenen Jahren entstand der Flugplatz nach damaligen NATO-Standards praktisch neu. Ende der 1950er Jahre wurde er als vorgeschobener Stützpunkt genutzt, insbesondere von italienischen und verbündeten Kampfflugzeugen, die auf dem Luft-Boden-Schießplatz bei Maniago übten. 1960 beschloss die italienische Luftwaffenführung, in Rivolto eine zentrale Kunstflugstaffel aufzustellen und gleichzeitig die verschiedenen Kunstflugstaffeln der einzelnen Einsatzgeschwader aufzulösen. Im Lauf der Zeit veranstaltete man in Rivolto zahlreiche Flugschauen. Darüber hinaus wurde der Flugplatz auch sonst Ziel unzähliger Planespotter, die sich während der normalen Übungsflüge der Frecce Tricolori entlang der Staatsstraße 13 positionieren.
Im Jahr 1993 verlegte das 2. Geschwader (2º Stormo) von Treviso nach Rivolto. Bereits 1989 hatte es eine seiner beiden Staffeln (103º Gruppo) an das 51. Geschwader in Istrana verloren. Die verbliebene 14. Staffel (14º Gruppo) kam 1994 mit ihren AMX nach Rivolto und flog von dort aus zwischen 1995 und 1999 etliche Einsätze zur Unterstützung internationaler Missionen im ehemaligen Jugoslawien. Nach Auflösung der Staffel Ende 2002 übernahm das 2. Geschwader bis 2007 die truppendienstliche Führung der 313. Kunstflugstaffel Frecce Tricolori, welche seit ihrer Gründung unabhängig gewesen war. 2007 wurde die Staffel wieder autonom, da das 2. Geschwader eine neue Rolle als Flugabwehrverband und damit drei Staffeln der 1ª Brigata Aerea übernahm. Darüber hinaus ist das 2. Geschwader in Rivolto weiterhin für die Flugplatzinfrastruktur und Unterstützungsaufgaben zuständig.